# Zakumi
Zakumi fue la mascota oficial de la Copa Mundial de Fútbol de 2010 que se realizó en Sudáfrica. Se trata de un leopardo africano antropomorfo con el cabello verde, diseñado por Andries Odendaal, un diseñador sudafricano originario de Ciudad del Cabo. Fue presentado el 22 de septiembre de 2008.
Su nombre viene de “ZA” (el código ISO para Sudáfrica) y “kumi”, que significa diez en varias lenguas africanas. Tim Modise, portavoz oficial del comité organizador del mundial, informó que también puede traducirse como «ven aquí» en algunos idiomas africanos. La fecha de nacimiento de Zakumi coincide con el Día Internacional del Niño Africano, conocido en Sudáfrica como "Día de la juventud". En 2008 se informó que, al haber sido creado en 1994, “formaba parte de la generación libre sudafricana nacida en democracia”, ya que el año 1994 se considera el del nacimiento de la democracia en Sudáfrica.
Los colores verdes y amarillos se asemejan a los de las selecciones deportivas sudafricanas, incluyendo el equipo nacional de fútbol. No obstante, y a diferencia de otras mascotas, no luce la camiseta de la selección nacional de fútbol de ese país, sino que viste una simple camiseta blanca con la inscripción “Sudáfrica 2010” (“South Africa 2010”, en inglés).
El lema oficial de Zakumi, “Zakumi juega limpio”, se mostró en los tableros publicitarios digitales durante la Copa FIFA Confederaciones 2009 y en la Copa Mundial de Fútbol de 2010. Divirtió a los aficionados durante las pausas de los partidos, y en las instalaciones oficiales de FIFA Fan Fest. Es el primer personaje en tener dos versiones del diseño, tanto bidimensional como tridimensional. Se conoce una extraña cuenta de Twitter( Actualmente X ), la cual finalizó redacciones el 21 de julio de 2010; no obstante, no alcanzó ser declarada cuenta oficial al no tener página de internet propia.

## Personalidad
Es un leopardo atrevido, espontáneo y bastante astuto. Le encanta actuar sobre un escenario y siempre sigue sus instintos y su intuición, aunque a veces llega a ser muy exagerado. Suele hacer bromas amigables y es muy sociable, además de ser cariñoso y bondadoso. Su única debilidad es necesitar descansar muy a menudo ya que algunas veces, se queda dormido de repente en el escenario, entre actuación y actuación, y en los momentos menos pensados. Le agrada el fútbol ya que considera que "rompe" la barrera de los idiomas.

## Zakumi en los medios

### Serie Animada
Zakumi tiene su propia serie animada, de nombre “Zakumi La Serie Animada”, creada por Jidou Studios la cual se transmite en episodios de 24 minutos de duración, la cual es transmitida en Sudáfrica y en otros 50 países (a excepción del continente americano); y narra la trayectoria de Zakumi hasta la Copa Nacional Junior junto a sus amigos, Des, Sonny, Jodi, Kamal, Pete, Jin, Thabo, Dingane, Wikus y Benny; la cual costó 4.5 millones de dólares crear sus 20 episodios.  

### Historieta Cómica
Además, tuvo su propia historieta cómica, titulada “Las Aventuras de Zakumi” (The Adventures of Zakumi, por su título en inglés). La trama relataba de forma cómica, la vida anterior de Zakumi antes de convertirse en mascota del mundial. Fue escrita por Stephen Francis & Rico, y tuvo el patrocinio de VISA.

## Controversias
Antes de los juegos, se produjo un cierto grado de controversia en torno a la mascota de Sudáfrica. Un contrato para la fabricación de figuras afelpadas de Zakumi fue adjudicada a una empresa propiedad de Dr. Shiaan-Bin Huang, quien es miembro y representante del ANC en el parlamento sudafricano.  La fabricación de los peluches fue subcontratada a Shanghai Fashion Plastic Products en China, cuyo valor del contrato fue de más de USD 112 millones. Debido a la preocupación por la pérdida de empleos en el sector manufacturero de Sudáfrica, el Congreso de Sindicatos de Sudáfrica (COSATU) ha sugerido que más mercancía en el 2010 sea producida localmente.  Después, una alegación de las condiciones de explotación de la Shanghai Fashion Plastic Products llevó a una auditoría por parte de Global Brands Group (licenciatario principal de la marca de la FIFA World Cup 2010), que puso de manifiesto una serie de cuestiones de incumplimiento con las políticas del GBC. El fabricante negó entonces las alegaciones de las condiciones de explotación y afirmó que las condiciones de trabajo en el Shanghai Fashion Plastic Products era “muy bueno”.